# Gran Premio motociclistico del Giappone 2009
Il Gran Premio motociclistico del Giappone 2009 corso il 26 aprile, è stato il secondo Gran Premio della stagione 2009 e ha visto vincere: in MotoGP la Yamaha di Jorge Lorenzo, nella classe 250 la Aprilia di Álvaro Bautista e nella classe 125 la Aprilia di Andrea Iannone.
A causa delle cattive condizioni meteorologiche dovute a piogge intense verificatesi il 25 aprile, le sessioni di qualifica del sabato nelle tre classi sono state annullate; la griglia di partenza è stata determinata quindi dai risultati conseguiti nelle prove libere del venerdì.
A livello statistico, il GP del Giappone 2009 è il 700º Gran Premio disputato nella classe regina (tra 500 e MotoGP).

## MotoGP

### Schieramento di partenza
| 1ª fila: | 1ª fila: | 1ª fila: | Valentino Rossi  | Casey Stoner   | Jorge Lorenzo   |
| 2ª fila: | 2ª fila: | 2ª fila: | Chris Vermeulen  | Colin Edwards  | Loris Capirossi |
| 3ª fila: | 3ª fila: | 3ª fila: | Andrea Dovizioso | Marco Melandri | Toni Elías      |
| 4ª fila: | 4ª fila: | 4ª fila: | James Toseland   | Daniel Pedrosa | Nicky Hayden    |
| 5ª fila: | 5ª fila: | 5ª fila: | Yūki Takahashi   | Sete Gibernau  | Alex De Angelis |
| 6ª fila: | 6ª fila: | 6ª fila: | Randy de Puniet  | Niccolò Canepa | Mika Kallio     |

### Arrivati al traguardo

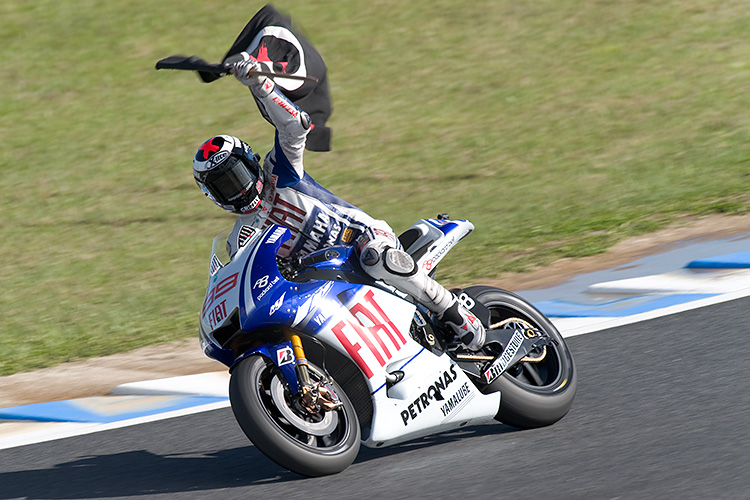
Jorge Lorenzo festeggia la vittoria

| Pos | Nº | Pilota           | Squadra                 | Motocicletta | Giri | Tempo     | Griglia | Punti |
| --- | -- | ---------------- | ----------------------- | ------------ | ---- | --------- | ------- | ----- |
| 1   | 99 | Jorge Lorenzo    | Fiat Yamaha             | Yamaha       | 24   | 43:47.238 | 3       | 25    |
| 2   | 46 | Valentino Rossi  | Fiat Yamaha             | Yamaha       | 24   | +1.304    | 1       | 20    |
| 3   | 3  | Dani Pedrosa     | Repsol Honda            | Honda        | 24   | +3.763    | 11      | 16    |
| 4   | 27 | Casey Stoner     | Ducati Marlboro         | Ducati       | 24   | +5.691    | 2       | 13    |
| 5   | 4  | Andrea Dovizioso | Repsol Honda            | Honda        | 24   | +9.207    | 7       | 11    |
| 6   | 33 | Marco Melandri   | Hayate Racing           | Kawasaki     | 24   | +30.555   | 8       | 10    |
| 7   | 65 | Loris Capirossi  | Rizla Suzuki            | Suzuki       | 24   | +32.756   | 6       | 9     |
| 8   | 36 | Mika Kallio      | Pramac Racing           | Ducati       | 24   | +39.416   | 17      | 8     |
| 9   | 52 | James Toseland   | Monster Yamaha Tech 3   | Yamaha       | 24   | +43.106   | 10      | 7     |
| 10  | 7  | Chris Vermeulen  | Rizla Suzuki            | Suzuki       | 24   | +43.245   | 4       | 6     |
| 11  | 14 | Randy de Puniet  | LCR Honda               | Honda        | 24   | +44.834   | 16      | 5     |
| 12  | 5  | Colin Edwards    | Monster Yamaha Tech 3   | Yamaha       | 24   | +46.540   | 5       | 4     |
| 13  | 15 | Alex De Angelis  | San Carlo Honda Gresini | Honda        | 24   | +53.525   | 15      | 3     |
| 14  | 88 | Niccolò Canepa   | Pramac Racing           | Ducati       | 24   | +1:21.804 | 18      | 2     |
| 15  | 24 | Toni Elías       | San Carlo Honda Gresini | Honda        | 23   | +1 giro   | 9       | 1     |

### Ritirati
| Nº | Pilota         | Squadra                  | Motocicletta | Giri | Griglia |
| -- | -------------- | ------------------------ | ------------ | ---- | ------- |
| 59 | Sete Gibernau  | Grupo Francisco Hernando | Ducati       | 17   | 14      |
| 69 | Nicky Hayden   | Ducati Marlboro          | Ducati       | 0    | 12      |
| 72 | Yūki Takahashi | Scot Racing              | Honda        | 0    | 13      |

## Classe 250

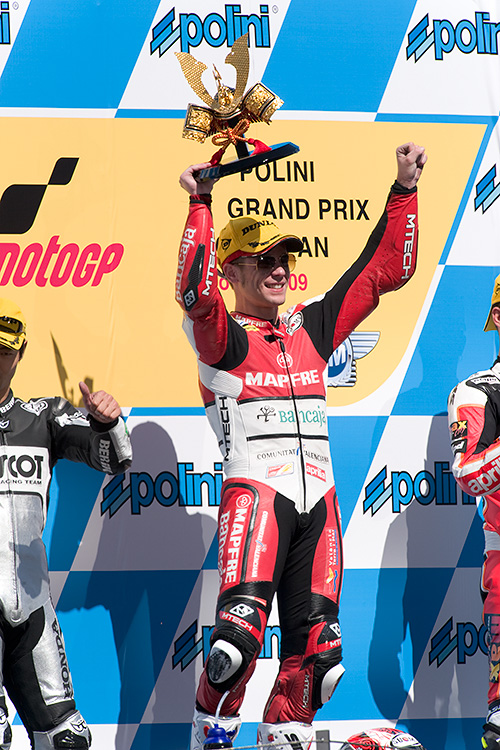
Álvaro Bautista sul podio

### Arrivati al traguardo
| Pos | Nº | Pilota           | Squadra                     | Motocicletta | Giri | Tempo     | Griglia | Punti |
| --- | -- | ---------------- | --------------------------- | ------------ | ---- | --------- | ------- | ----- |
| 1   | 19 | Álvaro Bautista  | Mapfre Aspar                | Aprilia      | 23   | 44:06.488 | 3       | 25    |
| 2   | 4  | Hiroshi Aoyama   | Scot Racing                 | Honda        | 23   | +5.889    | 2       | 20    |
| 3   | 75 | Mattia Pasini    | Toth Aprilia                | Aprilia      | 23   | +21.832   | 4       | 16    |
| 4   | 28 | Gábor Talmácsi   | Balatonring Team            | Aprilia      | 23   | +25.906   | 7       | 13    |
| 5   | 6  | Alex Debón       | Aeropuerto-Castello-Blusens | Aprilia      | 23   | +30.785   | 10      | 11    |
| 6   | 73 | Shūhei Aoyama    | Harc-Pro                    | Honda        | 23   | +33.788   | 17      | 10    |
| 7   | 52 | Lukáš Pešek      | Auto Kelly - CP             | Aprilia      | 23   | +36.972   | 11      | 9     |
| 8   | 12 | Thomas Lüthi     | Emmi - Caffe Latte          | Aprilia      | 23   | +41.018   | 13      | 8     |
| 9   | 17 | Karel Abraham    | Cardion AB Motoracing       | Aprilia      | 23   | +41.649   | 16      | 7     |
| 10  | 48 | Shōya Tomizawa   | CIP Moto - GP250            | Honda        | 23   | +52.863   | 25      | 6     |
| 11  | 40 | Héctor Barberá   | Pepe World Team             | Aprilia      | 23   | +1:00.888 | 5       | 5     |
| 12  | 35 | Raffaele De Rosa | Scot Racing                 | Honda        | 23   | +1:06.347 | 6       | 4     |
| 13  | 10 | Imre Tóth        | Toth Aprilia                | Aprilia      | 23   | +1:53.149 | 20      | 3     |
| 14  | 59 | Kazuki Watanabe  | Bardral Racing with SJ-R    | Yamaha       | 22   | +1 giro   | 19      | 2     |
| 15  | 56 | Vladimir Leonov  | Viessmann Kiefer Racing     | Aprilia      | 22   | +1 giro   | 22      | 1     |
| 16  | 8  | Bastien Chesaux  | Racing Team Germany         | Honda        | 22   | +1 giro   | 23      |       |
| 17  | 58 | Marco Simoncelli | Metis Gilera                | Gilera       | 22   | +1 giro   | 1       |       |
| 18  | 77 | Aitor Rodríguez  | Milar - Juegos Lucky        | Aprilia      | 22   | +1 giro   | 24      |       |

### Ritirati
| Nº | Pilota              | Squadra                 | Motocicletta | Giri | Griglia |
| -- | ------------------- | ----------------------- | ------------ | ---- | ------- |
| 14 | Ratthapark Wilairot | Thai Honda PTT SAG      | Honda        | 18   | 12      |
| 25 | Alex Baldolini      | WTR San Marino          | Aprilia      | 17   | 18      |
| 55 | Héctor Faubel       | Valencia CF - Honda SAG | Honda        | 6    | 15      |
| 63 | Mike Di Meglio      | Mapfre Aspar            | Aprilia      | 5    | 8       |
| 7  | Axel Pons           | Pepe World Team         | Aprilia      | 3    | 21      |
| 16 | Jules Cluzel        | Matteoni Racing         | Aprilia      | 2    | 14      |
| 15 | Roberto Locatelli   | Metis Gilera            | Gilera       | 2    | 9       |

## Classe 125

### Arrivati al traguardo
| Pos | Nº | Pilota             | Squadra                 | Motocicletta | Giri | Tempo     | Griglia | Punti |
| --- | -- | ------------------ | ----------------------- | ------------ | ---- | --------- | ------- | ----- |
| 1   | 29 | Andrea Iannone     | Ongetta Team I.S.P.A.   | Aprilia      | 20   | 42:23.716 | 1       | 25    |
| 2   | 60 | Julián Simón       | Bancaja Aspar           | Aprilia      | 20   | +1.346    | 2       | 20    |
| 3   | 44 | Pol Espargaró      | Derbi Racing            | Derbi        | 20   | +5.039    | 8       | 16    |
| 4   | 17 | Stefan Bradl       | Viessmann Kiefer Racing | Aprilia      | 20   | +6.904    | 3       | 13    |
| 5   | 93 | Marc Márquez       | Red Bull KTM Motosport  | KTM          | 20   | +13.061   | 10      | 11    |
| 6   | 11 | Sandro Cortese     | Ajo Interwetten         | Derbi        | 20   | +14.841   | 9       | 10    |
| 7   | 6  | Joan Olivé         | Derbi Racing            | Derbi        | 20   | +16.420   | 11      | 9     |
| 8   | 94 | Jonas Folger       | Ongetta Team I.S.P.A.   | Aprilia      | 20   | +16.483   | 14      | 8     |
| 9   | 77 | Dominique Aegerter | Ajo Interwetten         | Derbi        | 20   | +27.500   | 6       | 7     |
| 10  | 38 | Bradley Smith      | Bancaja Aspar           | Aprilia      | 20   | +30.359   | 7       | 6     |
| 11  | 99 | Danny Webb         | Degraaf Grand Prix      | Aprilia      | 20   | +37.547   | 13      | 5     |
| 12  | 71 | Tomoyoshi Koyama   | Loncin Racing           | Loncin       | 20   | +43.856   | 19      | 4     |
| 13  | 12 | Esteve Rabat       | Blusens Aprilia         | Aprilia      | 20   | +59.889   | 4       | 3     |
| 14  | 8  | Lorenzo Zanetti    | Ongetta Team I.S.P.A.   | Aprilia      | 20   | +1:00.141 | 15      | 2     |
| 15  | 24 | Simone Corsi       | Jack & Jones Team       | Aprilia      | 20   | +1:02.601 | 17      | 1     |
| 16  | 16 | Cameron Beaubier   | Red Bull KTM Motosport  | KTM          | 20   | +1:02.609 | 23      |       |
| 17  | 18 | Nicolás Terol      | Jack & Jones Team       | Aprilia      | 20   | +1:09.867 | 5       |       |
| 18  | 35 | Randy Krummenacher | Degraaf Grand Prix      | Aprilia      | 20   | +1:09.883 | 22      |       |
| 19  | 33 | Sergio Gadea       | Bancaja Aspar           | Aprilia      | 20   | +1:15.049 | 12      |       |
| 20  | 73 | Takaaki Nakagami   | Ongetta Team I.S.P.A.   | Aprilia      | 20   | +1:19.858 | 21      |       |
| 21  | 5  | Alexis Masbou      | Loncin Racing           | Loncin       | 20   | +1:43.413 | 25      |       |
| 22  | 7  | Efrén Vázquez      | Derbi Racing            | Derbi        | 20   | +1:52.910 | 20      |       |
| 23  | 69 | Lukáš Šembera      | Matteoni Racing         | Aprilia      | 20   | +2:07.124 | 33      |       |
| 24  | 58 | Yuuichi Yanagisawa | 18 Grage Racing         | Honda        | 20   | +2:07.402 | 26      |       |
| 25  | 87 | Luca Marconi       | CBC Corse               | Aprilia      | 19   | +1 giro   | 30      |       |
| 26  | 10 | Luca Vitali        | CBC Corse               | Aprilia      | 19   | +1 giro   | 35      |       |
| 27  | 55 | Hiroomi Iwata      | Dydo Miu Racing         | Honda        | 19   | +1 giro   | 29      |       |
| 28  | 59 | Satoru Kamada      | Endurance & Osl         | Honda        | 19   | +1 giro   | 28      |       |
| 29  | 57 | Yuki Oogane        | Endurance & Okegawajuku | Honda        | 18   | +2 giri   | 34      |       |

### Ritirati
| Nº | Pilota           | Squadra                 | Motocicletta | Giri | Griglia |
| -- | ---------------- | ----------------------- | ------------ | ---- | ------- |
| 56 | Yuma Yahagi      | Okegawajuku & Endurance | Honda        | 11   | 27      |
| 14 | Johann Zarco     | WTR San Marino          | Aprilia      | 10   | 18      |
| 45 | Scott Redding    | Blusens Aprilia         | Aprilia      | 6    | 16      |
| 32 | Lorenzo Savadori | Fontana Racing          | Aprilia      | 2    | 24      |
| 53 | Jasper Iwema     | Racing Team Germany     | Honda        | 0    | 31      |

### Non partito
| Nº | Pilota           | Squadra     | Motocicletta | Griglia |
| -- | ---------------- | ----------- | ------------ | ------- |
| 88 | Michael Ranseder | Haojue Team | Haojue       | 32      |

### Non qualificato
| Nº | Pilota        | Squadra     | Motocicletta |
| -- | ------------- | ----------- | ------------ |
| 66 | Matthew Hoyle | Haojue Team | Haojue       |